# Seguridad jurídica
La seguridad jurídica es un principio del derecho, universalmente reconocido, que se basa en la «certeza del derecho», tanto en el ámbito de su publicidad como en su aplicación, y que significa la firmeza de que se conoce, o puede conocerse, lo previsto como prohibido, ordenado o permitido por el poder público, la seguridad jurídica dice que cualquier persona es igual ante la ley sin importar sus características.
La palabra seguridad proviene de la palabra latina sēcūritās, la cual deriva del adjetivo sēcūrus, que significa estar seguros de algo y libres de cuidados.
El Estado, como máximo exponente del poder público y primer regulador de las relaciones en sociedad, no solo establece (o debe establecer) las disposiciones legales a seguir, sino que en un sentido más amplio tiene la obligación de crear un ámbito general de "seguridad jurídica" al ejercer el poder político, jurídico y legislativo.
La seguridad jurídica es, en el fondo, la garantía dada al individuo por el Estado de que su persona, sus bienes y sus derechos no serán violentados o que, si esto último llegara a producirse, le serán asegurados por la sociedad, la protección y reparación de aquellos.
En resumen, la seguridad jurídica es la «certeza del derecho» que tiene el individuo de modo que su situación jurídica no será modificada más que por procedimientos regulares y conductos legales establecidos, previa y debidamente publicados.

## Contenido
Son principios típicamente derivados de la seguridad jurídica la irretroactividad de la ley, la tipificación legal de los delitos y las penas, las garantías constitucionales, la cosa juzgada, la caducidad de las acciones y la prescripción.
La irretroactividad de la ley significa que las disposiciones contenidas en las leyes no deben aplicarse hacia el pasado, afectando hechos o situaciones que se presentaron antes de su vigencia, problema que se conoce también como conflicto de leyes en el tiempo. En definitiva, todo lo que supone la certeza del derecho como valor o atributo esencial del Estado.

## Seguridad jurídica por países
En la mayoría de los ordenamientos jurídicos positivos, existen normas vigentes ad hoc, especialmente destinadas a realizar este principio.

### Chile
En Chile, el artículo 7.º de la Constitución Política asegura que ninguna magistratura, ninguna persona ni grupo de personas pueden atribuirse, ni aun a pretexto de circunstancias extraordinarias, otra autoridad o derechos que los que expresamente se les hayan conferido en virtud de la Constitución o las leyes. Para resguardar esta norma, todo acto en contravención a ella es nulo y origina las responsabilidades y sanciones que la ley señala. Asimismo su artículo 19.º asegura una serie de garantías fundamentales como el derecho a la vida, la libertad personal,. la seguridad individual, la defensa y otras libertades y derechos de segunda generación.
Con todo, el Código Civil también establece célebres expresiones de seguridad jurídica, como su artículo 8.º, que dispone que nadie puede alegar ignorancia de la ley después que ésta haya entrado en vigencia, o su artículo 9.º, que afirma que la ley puedes solo disponer para lo futuro y no tendrá jamás efecto retroactivo.

### España
En España, la seguridad jurídica se halla expresada y comprendida en diversas normas con rango de ley, y está especialmente reconocida y garantizada por el artículo 9.3 de la vigente Constitución de 1978.

### México
En México, el concepto de seguridad jurídica deriva de una serie de derechos reconocidos en la Constitución de 1917. Tiene su reflejo en el derecho a la información (artículo 6.º), el derecho de petición (artículo 8.º), el derecho de posesión y portación de armas (artículo 10.º), la irretroactividad de la ley (artículo 14.º, párrafo primero), la exacta aplicación de la ley en materia penal (artículo 14.º, párrafo tercero) y el derecho a la legalidad en materia civil (artículo 14.º, párrafo cuarto).